# Речиця (Північна Македонія)
Ре́чиця (мак. Речица) — село у Північній Македонії, входить до складу общини Куманово Північно-Східного регіону.
Населення — 557 осіб (перепис 2002) в 163 господарствах.